# 参議院議員候補マミ
『参議院議員候補マミ』（さんぎいんぎいんこうほマミ）は、2008年11月17日から2009年6月9日までTBS系で放映された連続ドラマである。『1分半劇場』シリーズ第5弾。山崎真実主演。全80回。

## ストーリー
「日本を健康にする」をスローガンに参院選に出馬を決意した谷崎（たにさき）マミ。毎回なぜかマミを生け捕りにしようとする宇宙人ロズとヴェルを撃退しつつ、謎の少女小島（こしま）ユウコと共に「ケガっ娘カフェ・ポニー」でのバイトで選挙資金を貯めながら政治活動に奔走する。

## 出演
- 谷崎マミ：山崎真実
- ロズ：橋本じゅん
- ヴェル：橋本淳
- 小島ユウコ：大島優子(AKB48)
- ヴェル（大人）：青柳塁斗

## スタッフ
- エクゼクティブプロデューサー：長生啓（TBS）、男全修二（ポニーキャニオン）
- プロデューサー ：西前俊典（オズ）
- 監督：深川栄洋、野口照夫
- 脚本：早野円
- アソシエイトプロデューサー：折原和弘、善本直樹、田中慎二
- ラインプロデューサー：中村和樹
- 撮影：平尾徹、山田実
- 照明：斉藤久晃
- VE：名取征
- 録音：梅原淑行
- 美術：井上心平
- ポスプロ担当：佐々木宣明
- 編集：安部華子
- ライン編集：三木秀人
- MA：小林祐二
- CG：本田貴雄
- 音響効果：樋口謙
- 助監督：本間利幸
- 制作担当：持田一政
- スタイリスト：棚橋公子
- メイク：清水惇子
- アクション振り付け指導 ：長谷川祥子
- 告知ナレーション：伊藤隆佑（TBSアナウンサー）
- 製作：TBS／ポニーキャニオン
- 制作プロダクション：オズ
- 制作協力：ネビュラ
- エンディングテーマ：「巻き巻き体操のテーマ」／ケガっ娘オールスターズ